# Дуб изменчивый
Дуб изме́нчивый (лат. Quércus variábilis) — дерево; вид рода Дуб семейства Буковые (Fagaceae). В естественных условиях произрастает на большой территории в  Китае, Корее и Японии. Вид  входит в секцию Cerris подрода Cerris. Дубы этой секции называют пробковыми по наиболее известному её представителю (см. дуб пробковый). Латинское наименование секции и всего подрода берётся от названия дуба австрийского. Ближайшим родственником дуба изменчивого является дуб острейший.

## Ботаническое описание
Дуб изменчивый — это листопадное средней величины дерево со сквозистой кроной, достигающее высоты 25—30 метров.
Кора толстая пробковая с длинными и извилистыми продольными бороздами.
Листья заострённые или ланцетные, различные по длине (от 8 до 20 см) и ширине (от 2 до 9 см) и зубчатые по краям (каждая жилка заканчивается характерным острым зубчиком). Жилкование перистое. Лист тёмно-зелёный сверху и сизоватый снизу из-за покрывающего его пушка.
Цветки, собранные в серёжки, появляются в середине весны, опыляются ветром.
Шаровидные жёлуди диаметром 1,5—2 см созревают через 18 месяцев после опыления. Жёлуди сидят на две трети в плюске, густо покрытой мягким пушком болотного цвета длиной 4-8 мм.

## Значение и применение
Дуб изменчивый выращивается в Китае в небольших масштабах для производства пробки, хотя урожай и меньше, чем у пробкового дуба.
Декоративное дерево.